# 美泰兒
美泰兒（英語：Mattel, Inc.、(/məˈtɛl/ mə-TEL)），是一家美國的跨國玩具製造公司，它由哈羅德·馬特森和韓德勒夫婦於1945年1月在洛杉磯成立，目前總部設於加利福尼亞州的埃爾塞貢多。該公司在35個國家和地區擁有業務，產品銷售覆蓋150多個國家。該公司通過三個業務板塊運營，分別是北美、國際和美國女孩。
美泰兒是世界第二大的玩具製造商，僅次於樂高集團。它的兩個品牌芭比娃娃和風火輪擁有悠久的歷史和極高的價值。這兩個品牌被全球信息研究公司NPD集团評選為2020年和2021年全球頂級玩具品牌，並且在全球銷售中佔有最多的市場份額。

## 歷史
1945年，羅絲·韓德勒與其丈夫艾略特·韓德勒、哈羅德·「馬特」·馬特森（Harold Matson）三人在一間車庫創辦了美泰兒（Mattel）公司，總部設於美國南加州的埃爾塞貢多，Mattel一名即是由Matt與El兩個字首所組成。第一個產品是Picture Frames，後來Elliot將產品轉向玩偶之家。
1959年，魯絲·漢德勒由女兒裁剪成人紙娃娃啓發，發表了當時世界最有名的芭比娃娃（Barbie），受到極大批的小女孩及母親歡迎，至今已售出超過10億支娃娃。
1997年11月宣布設立全球製造規範GMP，議題包括工資與工時、童工、強迫勞動、歧視、工會組織，並邀請紐約市立大學的Sethi教授來組成這個查核團隊。
2002年4月27日，魯絲·漢德勒在美國洛杉磯去世。
2007年8月15日宣布回收1800多萬件玩具，其中950萬件在美國，包括「特定玩偶、娃娃、玩具組，以及可能造成小型強力磁鐵鬆脫的配件」。

## 全球公司分佈
- 北美洲：美國、加拿大、墨西哥
- 中南美洲：阿根廷、巴西、智利、哥倫比亞、哥斯大黎加、多明尼加共和國、薩爾瓦多、瓜地馬拉、巴拿馬、祕魯、波多黎各、委內瑞拉
- 歐洲：奧地利、比利時、捷克共和國、丹麥、芬蘭、法國、德國、希臘、匈牙利、義大利、荷蘭、挪威、葡萄牙、西班牙、瑞士、英國
- 亞太地區：澳大利亞、中國、香港、印度、印尼、日本、韓國、馬來西亞、紐西蘭、新加坡、台灣、泰國

## 產品

### 玩具
- 玩偶
  - 芭比娃娃及
  - 精靈高中 Monster High
  - 世界摔角娛樂
  - （Max Steel）
  - 童話高中 Ever After High
  - American Girl
  - DC女俠高中/超級英雄高中（DC Super Hero Girls）
- 已經停產的玩偶
  - My Child Dolls（1986-1988）
  - 太空超人 （Masters of the Universe）action figures
  - （Princess of Powers）
  - Lady Lovely Locks
  - 新太空超人（The New Adventures of He-Man）
  - My Scene Dolls（2002-2010）
  - 迪士尼公主娃娃，2016年起轉由孩之寶發行
- 迪士尼相關玩具
  - 失落的帝国
  - 汽車總動員 Diecast Line
  - 大力士
  - 钟楼怪人 (1996年电影)
  - 狮子王
  - 泰山 (电影)
- 原創品牌
  - 費雪牌
  - 風火輪小汽車
  - Magic 8 Ball
  - 火柴盒小汽車
  - 湯瑪士小火車
  - Bob The Builder
  - Barney and Friends
  - Max Steel
  - Polly Pocket
- 授權品牌
  - 憤怒鳥實物玩具，星戰版則由孩之寶推出
  - 蝙蝠俠電影系列
  - 正义联盟 (电视动画)
  - 魔法俏佳人第一至第四季
  - 火影忍者
  - 超人電影系列
  - 哈利波特電影系列
  - 降世神通卡通系列
  - 防弹少年团玩偶系列
- 其他
  - Big Jim
  - Cabbage Patch Kids（1994-2000）
  - 飛龍特攻隊
  - Computer Warriors（1989-1990）
  - Chatty Cathy（1959-1965, 1969-1971, 1998, 2001）
  - 超時空戰警 Demolition Man (film)
  - Diva Starz
  - 太空保衛戰 Flash Gordon（toys based on The New Adventures of Flash Gordon）
  - Food Fighters
  - Isabella
  - Jack-in-the-box
  - 閃電戰士（Jayce and the Wheeled Warriors）
  - 最後魔鬼英雄（The Last Action Hero）
  - Liddle Kiddles
  - M-16A2 (1973)
  - Major Matt Mason（1966 - 1970）
  - Mighty Ducks (animated series)
  - Pixel Chix
  - Popples plush toys
  - Pound Puppies
  - Rock 'Em Sock 'Em Robots（1966）
  - 漫威秘密戰爭 Secret Wars（1984-1985）
  - See 'n Say
  - Strange Change Machine（1968）
  - 泰山（1970年代中期）
  - Toss Across
  - Upsy Downsy
  - 泰可遙控玩具 Tyco R/C
  - 韋恩·格雷茨基
  - Vertibird

### 紙牌和棋盤遊戲
- Cinq-O
- MAD GAB
- Radica USA
- 黑白棋
- Scene It?
- Sonar Sub Hunt（1961-?）
- UNO
- Scrabble
- 猜猜畫畫 (看图说词)

### 電子遊戲
自從在2006年的主機HyperScan大失敗後，美泰兒已經退出遊戲市場。
- Intellivision
- Intellivision II
- Intellivision III（未推出）
- Intellivision IV（未推出）
- 威力手套（Power Glove，這個產品因著憤怒電玩宅的介紹而聲名大噪）
- HyperScan
- Intellivision Amico（計畫於2021年10月10日推出的最新機種）